# Filomena

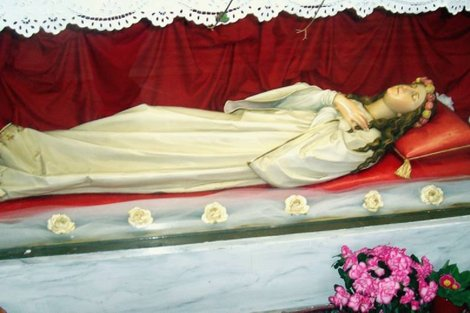
Beeld van Filomena.

De heilige Philomena, de Wonderdoenster van de 19de eeuw, (288 - Rome, 302) zou als martelares gestorven zijn op 14-jarige leeftijd.

## Een bijzonder graf
In de 18e en 19e eeuw werd er actief gezocht naar graven van onbekende christelijke martelaren in de catacomben van Rome. In 1802 deed men in de Catacombe van de heilige Priscilla een bijzondere ontdekking. Een medewerker van de opgravingen vond een loculus, een grafnis, afgedicht met drie gebakken tegels met daarop het opschrift LUMENA PAXTE CUM FI. De volgorde van de tegels was duidelijk verkeerd. De juiste tekst luidt PAX TECUM FILUMENA, Vrede zij met u, Filumena. Rond de naam waren ankers, een speer, pijlen en palmtakken afgebeeld. Die laatsten wijzen op een martelaar, en volgens de toen geldende regels werd om die reden de opgraving stilgelegd, en werd de custos reliquiarum, de bewaarder van de relieken van het vicariaat van Rome, gewaarschuwd. Dat was in die tijd een zekere monseigneur Ponzetti. De volgende dag werd de loculus geopend door de opzichter van de opgravingen, en werd er het gebeente van een jong meisje aangetroffen, en daarnaast een glazen flesje met (waarschijnlijk) bloed. Het was in die tijd gebruikelijk dergelijke gebeenten van onbekende Romeinse martelaren te bergen en in kerken ter verering onder een altaar te leggen. Ook werden dergelijke gebeenten dikwijls ten geschenke gegeven aan kerken in het buitenland. Veel van die zogenaamde 'catacombenheiligen' zijn nu nog terug te vinden in vooral barokke kerken in Midden-Europa. Het gebeente van Filumena werd naar Mugnano del Cardinale in de buurt van Napels overgebracht en er werden haar talrijke mirakels toegeschreven, zoals genezingen van kanker en van de meest verscheidene wonden. Zo kon het gebeuren dat deze martelares - van wie verder helemaal niets bekend was - een zeer populaire heilige werd (denk alleen al aan de duizenden meisjes die naar haar werden vernoemd.) Vooral in Frankrijk, Amerika en Zuid-Italië werd zij een echte volksheilige. Haar verering kreeg helemaal een enorme duw in de rug toen de populaire heilige Pastoor van Ars haar verering actief bevorderde en verschillende wonderen toeschreef aan haar voorspraak.

## Verwarring over afschaffing cultus
In 1961 werd, bij een aanpassing van de Calendarium Romanum, besloten om het feest van de heilige Filomena van alle kalenders af te voeren. Dit was een zeldzaam streng besluit, maar het valt wel te verklaren uit de tijdsgeest die in die dagen heerste. De kerkelijke overheid schurkte zo dicht mogelijk tegen de vooruitgangsgedachte aan, en voelde zich in verlegenheid gebracht door een in haar ogen obscure heilige. Dit besluit betekende echter niet dat de devotie verboden of afgeschaft werd: er was immers geenszins bewezen dat het gevonden gebeente niet van een heilige martelares was geweest. Alleen de eigen liturgische viering van de heilige Philomena werd onmogelijk gemaakt. Die was trouwens altijd al beperkt geweest tot een klein aantal plaatsen en bisdommen. Haar heiligdom bleef dan ook gewoon open, en bovendien onverminderd populair.

## Levensverhaal
Over het leven van de heilige Filomena vóór de vondst van haar relieken in de Romeinse catacomben is weinig met zekerheid bekend. Volgens overleveringen zou zij echter haar levensverhaal hebben geopenbaard aan drie personen, onafhankelijk van elkaar. Deze getuigenissen kwamen overeen en werden in 1833 met een kerkelijke goedkeuring (Imprimatur) gepubliceerd, hoewel de Kerk hun historische juistheid niet garandeert.
Volgens een van deze openbaringen aan Moeder Maria Louisa, was Filomena een prinses uit Griekenland. Haar ouders bekeerden zich tot het christendom na het advies van een Romeinse arts. Filomena legde op elfjarige leeftijd een kuisheidsgelofte af. Toen zij met haar ouders naar Rome reisde om vrede te zoeken met keizer Diocletianus, werd zij door hem ten huwelijk gevraagd. Omdat zij weigerde, onderging zij zware martelingen: gevangenisstraf, geseling, verdrinking, pijlen, en uiteindelijk onthoofding op 10 augustus, haar feestdag. Verschillende wonderen zouden tijdens haar lijden hebben plaatsgevonden, wat leidde tot bekeringen onder het volk. Haar standvastigheid en geloofsmoed maken haar tot een vereerde martelares binnen de katholieke traditie.

## Pauselijk devotie tot St. Filomena
Vanaf de ontdekking van haar relieken in 1802 in de Romeinse catacomben, heeft de heilige Filomena bijzondere verering ontvangen van verschillende pausen. Haar relieken werden zorgvuldig onderzocht volgens de kerkelijke normen. Talrijke wonderen toegeschreven aan haar voorspraak trokken wereldwijde aandacht, maar riepen ook scepsis op. Deze kritiek leidde echter tot nog grondiger onderzoek door kerkelijke autoriteiten, wat resulteerde in officiële erkenning van haar cultus.
Paus Leo XII bewonderde haar kracht en stond toe dat altaren en kapellen aan haar werden gewijd. Paus Gregorius XVI bevorderde haar verering na het wonderbaarlijk herstel van Pauline Jaricot in Mugnano, dat hij als een “eerste klas mirakel” beschouwde. Na jaren van onderzoek erkende hij officieel de devotie tot Filomena en noemde haar “de Grote Wonderdoenster van de 19e eeuw”.
Paus Pius IX was bijzonder toegewijd aan haar en dankte haar genezing van een levensbedreigende ziekte. Hij bezocht persoonlijk haar heiligdom in Mugnano en benoemde haar tot medepatrones van het Koninkrijk Napels en patrones van de Kinderen van Maria. Ook pausen Leo XIII en Pius X vereerden haar met pelgrimages, geschenken en pauselijke voorrechten, waarmee zij haar cultus stevig verankerden in de katholieke traditie.

## Tegenwoordig
In Zuid-Italië wordt Filomena nog even druk vereerd als altijd. Rond haar feestdag, op 10 augustus, zijn er in Mugnano del Cardinale grote volksfeesten, waarbij de straten voor de processie versierd worden met honderden verlichte erebogen. Verder is Filomena ook in Frankrijk en vooral in Noord-Amerika nog altijd een populaire volksheilige.
Zij wordt vereerd als patroonheilige van toekomstige moeders, gefolterden en gevangenen.